# طواف أمريكا للدراجات 2021
طواف أمريكا للدراجات 2021 (بالإنجليزية: 2021 UCI America Tour)‏ هو الموسم 17 من  طواف أمريكا للدراجات.

## السباقات
| طواف أمريكا للدراجات       | طواف أمريكا للدراجات | طواف أمريكا للدراجات            | طواف أمريكا للدراجات | طواف أمريكا للدراجات | طواف أمريكا للدراجات | طواف أمريكا للدراجات | طواف أمريكا للدراجات |
| التاريخ                    | #                    | السباق                          | الفائز               | الثاني               | الثالث               |                      |                      |
| -------------------------- | -------------------- | ------------------------------- | -------------------- | -------------------- | -------------------- | -------------------- | -------------------- |
| 23 – 28 نوفمبر 2020        | 1                    | فويلتا الإكوادور                | Santiago Montenegro ‏ | Joel Burbano ‏        | Harold Martín López ‏ |                      |                      |
| 17 – 24 يناير 2021         | 2                    | فولتا تاشيرا                    | Roniel Campos ‏       | أوسكار سبييا ريبيرا  | داني أوسوريو ‏        |                      |                      |
| 09 – 14 فبراير 2021        | 3                    | طواف كولومبيا ‏                  | تم إلغاء السباق      |                      |                      |                      |                      |
| 14 – 21 فبراير 2021        | 4                    | فولتا ديل بورفينير دي أرجنتينا ‏ | تم إلغاء السباق      |                      |                      |                      |                      |
| 16 – 25 أبريل 2021         | 5                    | فولتا كولومبيا                  | خوسيه تيتو هرنانديز  | أنخيل سانشيز ‏        | أريستوبولو كالا ‏     |                      |                      |
| 04 – 11 يوليو 2021         | 6                    | فويلتا فنزويلا ‏                 | خورخي آبرو ‏          | كارلوس توريس ‏        | بيدرو غوتيريز        |                      |                      |
| 9 يوليو                    | 7                    | Chrono Kristin Armstrong ‏       |                      |                      |                      |                      |                      |
| 11 يوليو                   | 8                    | White Spot / Delta Road Race ‏   | تم إلغاء السباق      |                      |                      |                      |                      |
| 21 – 22 أغسطس 2021         | 10                   | Subway 3-Stage Race ‏            | Jefferey Kelsick ‏    | Albert Quammie ‏      | Ghere Coates ‏        |                      |                      |
| 26 – 29 أغسطس 2021         | 11                   | Joe Martin Stage Race ‏          | تايلر وليامز         | كيج هيشت             | أوسكار سبييا ريبيرا  |                      |                      |
| 15 – 19 سبتمبر 2021        | 12                   | تور دي بوس                      |                      |                      |                      |                      |                      |
| 29 سبتمبر – 03 أكتوبر 2021 | 13                   | طواف غيلا ‏                      |                      |                      |                      |                      |                      |
| 11 أكتوبر                  | 14                   | Gran Premio de la Patagonia ‏    | تم إلغاء السباق      |                      |                      |                      |                      |
| 13 – 17 أكتوبر 2021        | 15                   | Vuelta Ciclista a Chiloé ‏       |                      |                      |                      |                      |                      |
| 22 – 31 أكتوبر 2021        | 9                    | سباق جوادلوب ‏                   | Stefan Bennett ‏      | Luis Mora ‏           | Clément Braz Afonso ‏ |                      |                      |